# Soudný
Soudný (288 m n. m.) je vrch v okrese Pardubice Pardubického kraje. Leží asi 1,5 km severně od obce Voleč, vrcholem na katastrálním území obce Chýšť, jižním svahem na území Volče.

## Geomorfologické zařazení
Geomorfologicky vrch náleží do celku Východolabská tabule, podcelku Chlumecká tabule a okrsku Dobřenická plošina.